# Туранська низовина
Туранська низовина, Туранська рівнина — рівнинна частина Середньої Азії і Південного Казахстану, зайнята переважно пустелями (Каракуми, Кизилкум тощо). На півдні обмежена Копетдагом і передгір'ям Паропаміза, на заході — східним берегом Каспійського моря, на північному заході — південними відрогами і східним підніжжям Мугоджар, на півночі — Тургайським плато, на північному сході — Казахським дрібносопковиком, на південному сході — горами Тянь-Шаня і Паміро-Алая; на сході підведено-східною околицею пустелі Бетпак-Дала і Чу-Ілійськимі горами відокремлена від пустель Балхаш-Алакольського басейну.
Головна частина Туранської низовини відповідає Туранській плиті, складчастий фундамент якої перекритий мезокайнозойськимі відкладеннями і виходить на поверхню лише в окремих місцях (Мангишлак — гори Каратау, височини Кизилкія, Султануїздаг, гори в центральній частині пустелі Кизилкум). На території Мангишлака знаходяться родовища нафти і газу (Мангишлацький нафтогазоносний район).
Для рельєфу Туранської низовини характерне чергування акумулятивних низовин і рівнин зі столовими слабо порізаними плато — Устюрт, Красноводське плато, Заунгузські Каракуми; днища окремих западин лежать нижче за рівень океану (Карагіє — 132 м). Найбільші висоти (вище 300 м) приурочені до острівних гір в центральній частині пустелі Кизилкум — Тамдитау (до 922 м), на Мангишлацькому нагір'ї (до 556 м).
Клімат різко континентальний, пустельний, в південній частині — субтропічний.
Ґрунти сіро-бурі, малокарбонатні на півночі і типові карбонатні на півдні. На предгірних рівнинах півдня вони змінюються світлими і звичайними сіроземами. Панує полиново-солянкова, псаммофітна і ефемерова пустельна рослинність. У північній половині низовини поширені глинисті (полинові і полиново-солянкові), піщані, кам'янисті (гипсофітні) пустелі, місцями солончаки і такири; у південній половині — пустелі субтропічні: лесово-глинисті (ефемерові), піщані, кам'янисті (гипсофітні), такири, ділянки солончакових пустель. У Каракумах, Кизилкумі і ін. пустелях пасовища різного сезонного використання. Землеробство ведеться при штучному зрошуванні.